# Espada preta de bordo
A Espada preta de bordo ou de caranguejo, também denominada pela soldadesca por colhona, é uma espada inventada no século XV, em Portugal, concebida para ser usada pelos marinheiros e soldados portugueses a bordo de naus e caravelas durante a época dos Descobrimentos.
É caracterizada por possuir dois anéis protectores na guarda, com os terminais da guarda em forma de pingo achatado, virados em direcção à ponta da lâmina, formando estes terminais chapas largas, a ponto de se tornarem redondas, chapas estas que podem ser afiadas, para poderem funcionar como lâminas extras, por serem convenientes numa luta corpo a corpo.
Os referidos anéis protectores, para além da função protectora dos dedos, permitem também uma forma de manuseio da espada com ângulos de ataque até aos 160º. A variedade de posições que a espada possibilita mudou drasticamente a forma de luta, podendo ser usada em 50% dos casos para o golpe, e em 50% dos casos para a estocada.
Estas espadas eram pintadas de preto para não reflectirem a luz e não denunciarem a sua presença, evitando-se também o seu enferrujamento quando utilizadas perto da água salgada.
Este tipo de espada terá aparecido entre 1460 e 1480, e viu muito da sua utilização ser feita nas praças portuguesas em África, chegando a ser utilizado como símbolo honorífico pelos chefes indígenas.